# Алфред II фон Виндиш-Грец
Алфред II Йозеф Николаус Гунтрам Карл фон Виндиш-Грец (на немски: Alfred II. Josef Nikolaus Guntram Carl Fürst zu Windisch-Grätz; * 28 март 1819, Виена; † 28 април 1876, Тахау, Бохемия) е 2. княз на Виндиш-Грец, императорски австрийски генерал, и голям земевладелец в Бохемия.

## Живот
Той е син на 1. княз Алфред Виндишгрец (1787 – 1862) и съпругата му принцеса Мария Елеонора фон Шварценберг (1796 – 1848), дъщеря на 6. княз Йозеф II фон Шварценберг (1769 – 1833) и принцеса и херцогиня Паулина Каролина д'Аренберг (1774 – 1810). Братята му са принцовете Викторин (1824 – 1869), Август Николас Йозеф Якоб (1828 – 1910), генералите Лудвиг Йозеф Николаус Кристиан (1830 – 1904) и Йозеф Алойз Никлас Паул Йохан Баптист фон Виндиш-Грец (1831 – 1906). Сестра му Матилда фон Виндиш-Грец (1835 – 1907) се омъжва на 12 септември 1857 г. във Виена за принц Карл фон Виндиш-Грец (1821 – 1859 в битка в Италия).
Алфред II е, както тримата му братя, генерал в австрийската войска. През 1838 г. той е като млад лейтенант в делегацията на чичо му принц Адолф фон Шварценберг, която представя императора при коронизацията на кралица Виктория.
По време на въстанието в Прага през 1848 г., което е потушено от баща му като командващ генерал, Алфред II е тежко ранен, а майка му убита.
Като адютант на баща си той участва във всичките му походи. През Австрийската война с Прусия (1866) той командва два регимента, отново е тежко ранен и попада в плен на прусаците. Той умира от раните си на 28 април 1876 г. на 57 години в седалището си в дворец Тахов (Тахау).
През 1867 г. той става рицар на австрийския орден на Златното руно.

## Фамилия
Алфред II фон Виндиш-Грец се жени на 19 октомври 1850 г. в Прага за принцеса Хедвиг фон Лобкоциц (* 15 септември 1829; † 19 октомври 1852), дъщеря на княз Август Лонгин фон Лобковиц (1797 – 1842) и принцеса Берта фон Шварценберг (1807 – 1883), най-малката сестра на майка му. Те имат един син:
- Алфред III Август Карл Мария Волфганг Ервин фон Виндиш-Грец (* 31 октомври 1851, Прага; † 23 ноември 1927, Тахов), 3.княз, приме министър (1892 – 95), рицар на ордена на Златното руно 1884 г., женен на 18 юни 1877 г. за принцеса Габриела фон Ауершперг (* 21 февруари 1855; † 1 юни 1933); имат 7 деца